# Weinraute
Die Weinraute oder Gartenraute (Ruta graveolens) ist eine Pflanzenart aus der Gattung der Rauten (Ruta) innerhalb der Familie der Rautengewächse (Rutaceae). Sie zählt zu den Gewürzpflanzen sowie zu den traditionellen pflanzlichen Heilmitteln und wird manchmal als Zierpflanze angebaut.

## Wortherkunft
Der Pflanzenname „Raute“ (kurz für Weinraute), über mittelhochdeutsch rūte entlehnt von lateinisch ruta bzw. (wie bei Dioskurides, der die Raute in seiner Materia medica auch als peganon bezeichnete) griechisch rute (Weinraute), ist möglicherweise abgeleitet von indogermanisch srū- (‚sauer‘, ‚herb‘) im Zusammenhang mit dem bittersüßen Aroma der Pflanze. Der botanische Artname „graveolens“ ist zusammengesetzt aus lateinisch gravis (‚stark‘) und olere (‚riechen‘) in Bezug auf den stark aromatischen Duft der Weinraute.

## Beschreibung

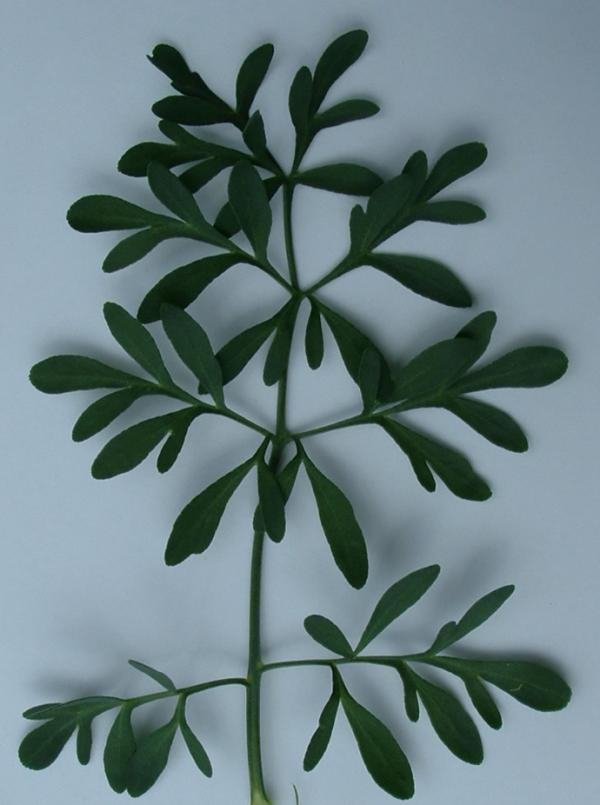
Laubblatt

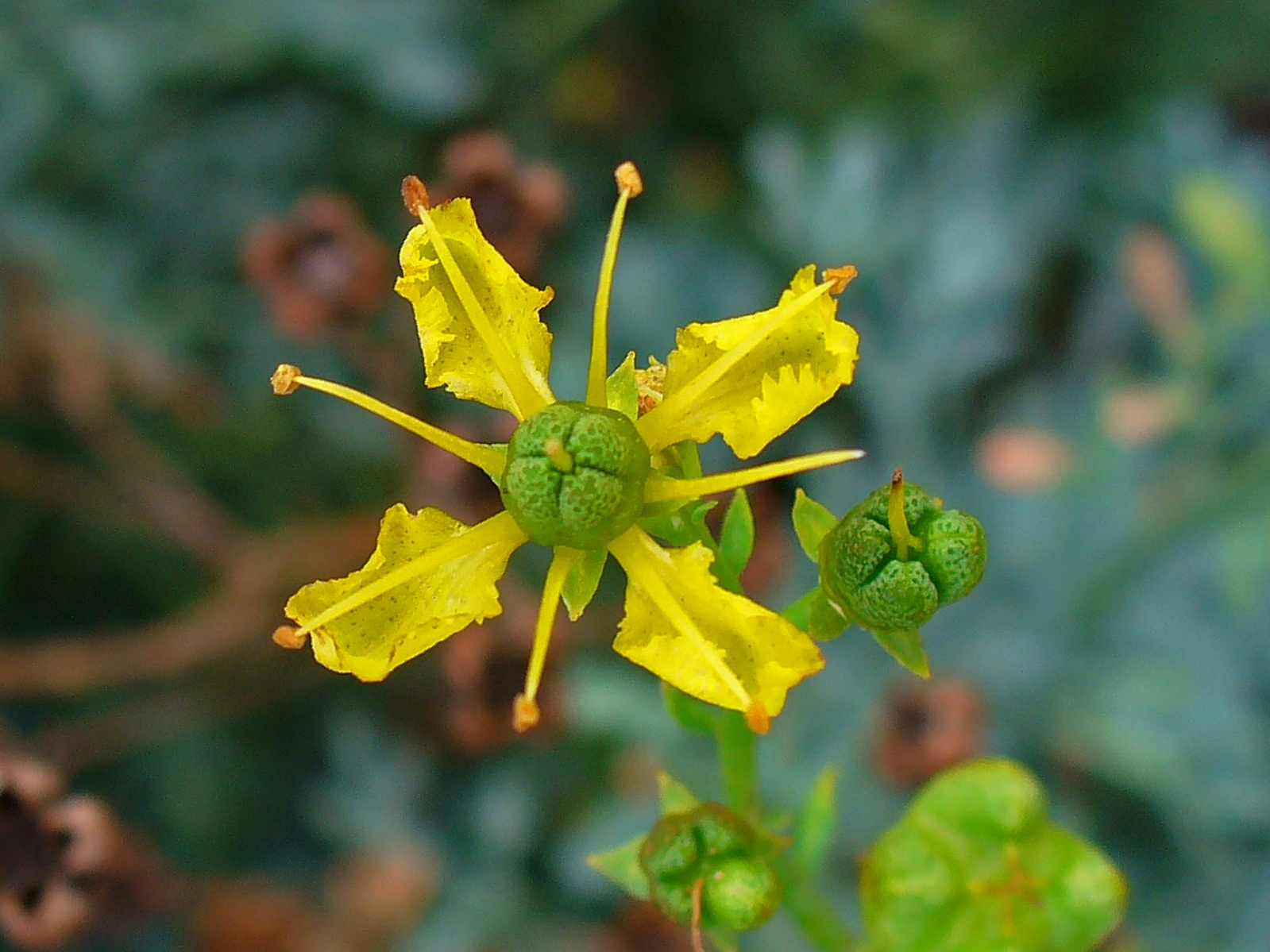
Einzelblüte

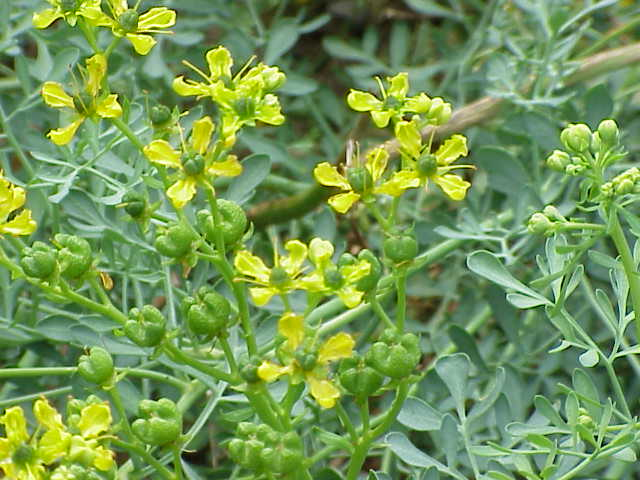
Blüten

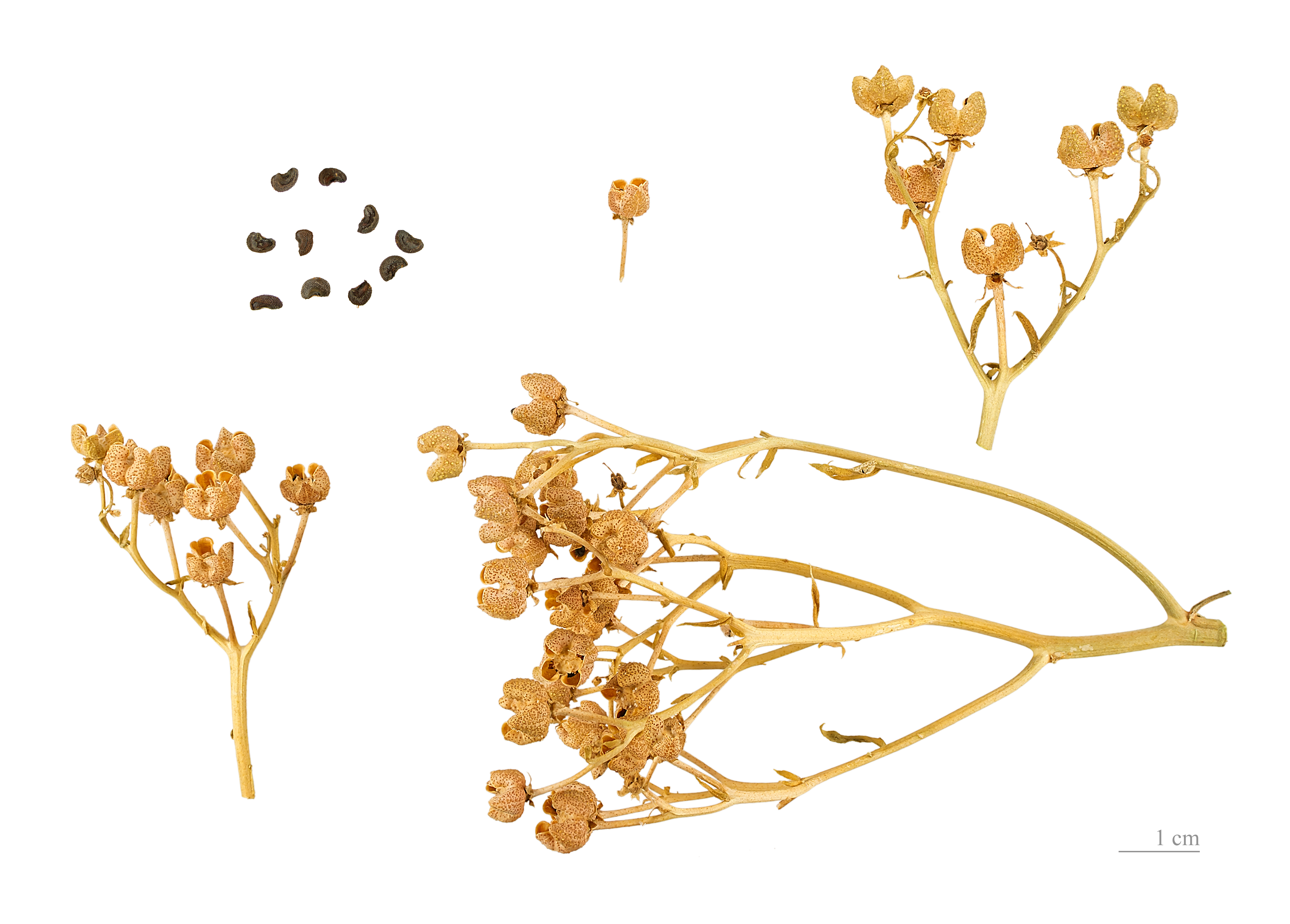
Kapselfrüchte und Samen

### Vegetative Merkmale
Die Weinraute ist ein Halbstrauch mit am Grunde schwach verholzenden unteren Zweigen, der Wuchshöhen von meist 30 bis 50, selten bis zu 100 Zentimetern erreicht.
Die fein geteilten Laubblätter sind zwei- bis dreifach fiederschnittig und die Blattzipfel sind spatelförmig mit stumpfem oder mit kleinem Spitzchen. Die Laubblätter sind durch Ölzellen durchscheinend punktiert. Sie fallen durch ihre blaugrüne Farbe auf, die auf „Bereifung“ mit einer Wachsschicht beruht.

### Generative Merkmale
Die Blütezeit reicht von Juni bis August oder November. Der reichblütige trugdoldige Blütenstand ist ein rispiges Pleiochasium.
Die fast geruchlosen Blüten sind zwittrig. Die seitlichen Blüten sind vierzählig und die endständigen fünfzählig. Blütenachse bildet ein ringförmiges Polster. Die Kronblätter sind bei einer Länge von 7 bis 10 Millimetern löffelartig und etwas gezähnt. Die Blütenkrone ist grünlich-gelb, mattgelb bis gelb.
Die bei einem Durchmesser von etwa 1 Zentimeter kugelförmigen Kapselfrüchte sind vier- bis fünffächrig.
Die Chromosomenzahl beträgt 2n = 72 oder 81.

## Ökologie
Alle Pflanzenteile der Rauten-Arten besitzen zahlreiche Öldrüsen, die ätherische Öle enthalten und den sehr intensiven Geruch der Pflanze hervorrufen. Die etwas derben Laubblätter schmecken leicht bitter, im durchscheinenden Licht kann man ihre Öldrüsen gut erkennen.
Blütenökologisch handelt es sich bei den streng vormännlichen Blüten um „Nektar führende Scheibenblumen“. Der Nektar ist offen zugänglich, er hat einen Zuckergehalt von 55 % und wird von einem gut sichtbaren Diskus abgeschieden. Die Weinraute ist eine Pollenblume, deren Staubblätter auffällige autonome Bewegungen ausführen, sie nehmen der Reihe nach eine Stellung ein, wo sich später die Narben befinden, das soll offenbar ihre Schaufunktion unterstützen. Bestäuber sind vor allem Zweiflügler und Hautflügler. Auch spontane Selbstbestäubung ist möglich.
Die Kapselfrüchte fungieren als Austrocknungsstreuer.

Natürliches Verbreitungsgebiet

## Vorkommen
Das natürliche Verbreitungsgebiet der Weinraute ist Südeuropa, der östliche Mittelmeerraum, die Balkanhalbinsel und die Krim. In Mitteleuropa ist sie meist nur unbeständig verwildert im Weinbaugebiet; auf der südlichen Schwäbischen Alb ist sie örtlich wohl eingebürgert. Als kultivierte Pflanze ist die Weinraute in England (wie in Deutschland und der Schweiz) seit dem Mittelalter bekannt. Am Gebirgsfuß der Alpen ist sie beständig eingebürgert.
Die Weinraute gedeiht am besten auf trockenen, locker steinigen, stickstoff- und kalkreichen Lehmböden. Sie besiedelt Garrigue, Felsband- und ähnliche Pflanzengesellschaften an trockenheißen Standorten. Sie besiedelt in Mitteleuropa sommerwarme und im Winter frostgeschützte Lagen.
Die ökologischen Zeigerwerte nach Landolt et al. 2010 sind in der Schweiz: Feuchtezahl F = 1+ (trocken), Lichtzahl L = 4 (hell), Reaktionszahl R = 4 (neutral bis basisch), Temperaturzahl T = 4+ (warm-kollin), Nährstoffzahl N = 3 (mäßig nährstoffarm bis mäßig nährstoffreich), Kontinentalitätszahl K = 4 (subkontinental).

### Ausbreitung
Nach Neuengland gelangte die Pflanze wohl schon vor 1669 durch europäische Siedler, nach Mexiko mit den Konquistadoren. Auch in den Libros del judio de Sotuta (ein im 18. und 19. Jahrhundert entstandenes, auch auf älteren Quellen beruhendes Manuskript über die Medizin der Maya-Zivilisation) wird die Raute erwähnt.

## Inhaltsstoffe
Bei der Raute waren bis 1998 über 200 Inhaltsstoffe identifiziert worden. Seit den 1960er Jahren wurden die Wirkstoffe der Weinraute näher untersucht und isoliert. Die Hauptinhaltsstoffe der Raute, welche auch die seit der Antike beschriebenen medizinischen Wirkungen erklären, lassen sich in vier Gruppen einteilen:

### Ätherisches Öl
Weinrautenblätter liefern ein in lysigenen Ölbehältern lokalisiertes, überwiegend 2-oxygenierte Alkanderivate enthaltendes Blattöl und enthalten ein ätherisches Öl (0,2 bis 0,7 Prozent) mit dem auch 90 Prozent des Fruchtöls ausmachenden Hauptbestandteil 2-Undecanon (Methylnonylketon), einem aliphatischen Keton, das den Geruch dominiert und deshalb auch Rautenketon genannt wird. Weitere Bestandteile sind homologe Ketone (2-Nonanon, 2-Decanon) sowie deren Carbinole und Carbinolacetate, 1,8-Cineol, Limonen und verschiedene Ester (2-Nonylacetat, 2-Undecylacetat, auch Propionate und Isobutyrate). Die Wurzelöle der Raute enthalten vor allem Kohlenwasserstoffe terpenoiden Ursprungs (vor allem Geijeren und Pregeijeren).

### Furanocumarine
Typisch für Rutaceen ist die zu den Benzopyronen gezählte Stoffgruppe der Cumarine. Als Hauptcumarin wurde von Schneider und Müller das Glykosid „Rutarin“ (C20H24O10) angesehen. In der Weinraute ist die Cumaringruppe mit 30 Einzelsubstanzen und zum Teil im ätherischen Öl zu finden. An der Blattoberfläche lagert die Weinraute verschiedene Furanocumarine vom Psoralentyp ab, die je nach Art und Dosis photosensibilisierende bzw. phototoxische Eigenschaften besitzen. Diese können in Zusammenhang mit Sonnenlicht (UVA-Strahlung) nach Berührung (des frischen Rautenkrauts) zu einer Photodermatitis führen, die sich durch Rötung der Haut und Bläschenbildung mit anschließender bräunlicher Pigmentierung äußert. Typische Furanocumarine der Ruta graveolens sind Bergapten, Isoimperatorin, Psoralen und Xanthotoxin.
Der für die Art Ruta chalepensis L. charakteristische Inhaltsstoff Chalepensin (ebenfalls, wie 1967 gezeigt werden konnte, ein Furanocumarin) wurde auch für alle Pflanzenteile von Ruta graveolens (vor allem in der Wurzel) beschrieben.

### Chinolin-Alkaloide
Weiter enthält die Weinraute 0,4 bis 1,4 Prozent Alkaloide verschiedener, auch pharmakologisch bedeutsamer Typen, beispielsweise Chinolin-Alkaloide (Chinolin-Typ: Graveolinin, Graveolin; Furochinolin-Typ bzw. Furanochinolin-Typ: Skimmianin, Dictamnin, γ-Fagarin, Kokusaginin, Rutamarin; Acridon-Typ: Arborinin; Dihydrofuroacridin-Typ: Rutacridon) und Chinazolin-Alkaloide (Arborin). Die Alkaloide werden vorwiegend in der Wurzel und im Spross, aber auch in den Blättern gespeichert. Einigen dieser Stoffklassen wurde beträchtliche Giftwirkung nachgewiesen; so sind die Acridon-Alkaloide mutagen.

### Flavonoide
Des Weiteren sind in der Weinraute Flavonolglykoside (siehe Flavonoide) wie Rutin (als Hauptflavonoid) und Quercetin sowie in den Blütenblättern die gelben Gossypetin-Glykoside enthalten.

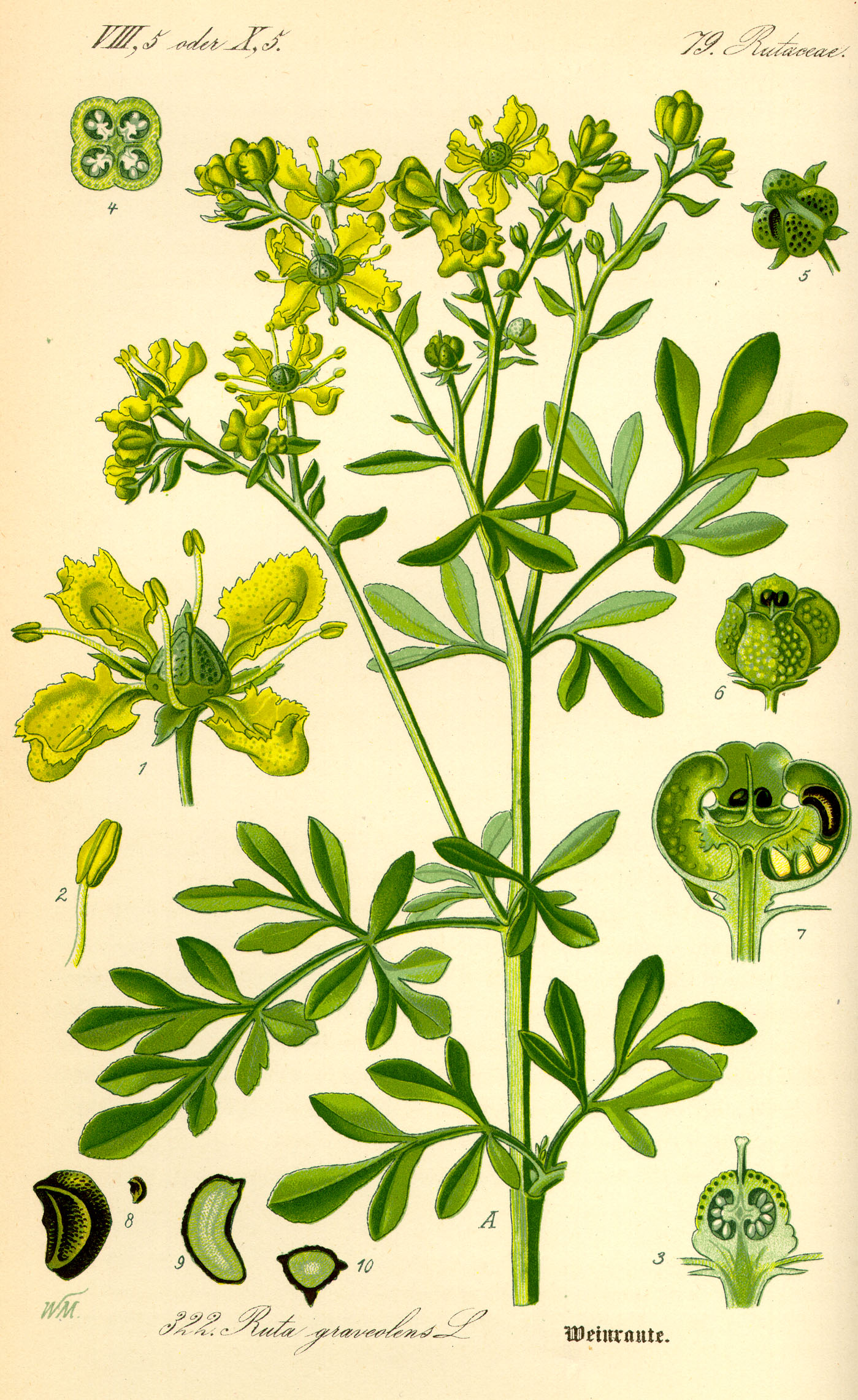
Ruta graveolens, Illustration

## Nutzung

### Ähnliche Arten

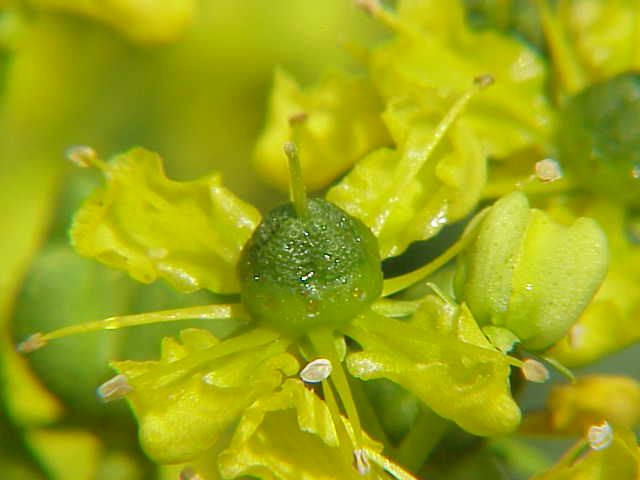
Blüte von Ruta chalepensis

Ruta montana (L.) L. (im Mittelmeerraum vorkommend), Ruta angustifolia Pers. und die Gefranste Raute (Ruta chalepensis L., Syn.: Ruta bracteosa DC.) stehen sich sehr nahe und wurden möglicherweise mit der Weinraute als synonym angesehen. Mit Raute bzw. Ruta wurde und wird meist die Weinraute (Ruta graveolens) bezeichnet, aber in historischen Quellen ist auch Ruta chalepensis L. in Betracht zu ziehen. Selbst in wissenschaftlichen Untersuchungen (etwa in mexikanischen Feldstudien) wird die Weinraute als Ruta chalepensis L. bezeichnet. In historischen Quellen ist eine genaue botanische Unterscheidung der ähnlichen Arten kaum möglich. Wegen der geringen Unterschiede bezüglich ihrer Inhaltsstoffe ist jedoch im Hinblick auf die medizinische oder kultische Verwendung beider Arten eine Unterscheidung auch meist nicht zwingend geboten.

### Gartenbaugeschichte
Als Nutzpflanze wird die Raute, bei der es sich auch um Ruta chalepensis gehandelt haben könnte, im Neuen Testament (Lukas 11,42) erwähnt. Dioskurides teilte die Rauten (Peganon) in drei Arten ein: Gartenraute (Weinraute, „Ruta hortensis“), Bergraute (Ruta montana (L.) L.) und Wilde Raute (Steppenraute, Peganum harmala). In Mitteleuropa ist die Raute seit der Römerzeit belegt. In dem römischen Kastell Praetorium Agrippinae bei Valkenburg wurden verkohlte Rauten-Samen gefunden. In Europa wurde die Raute im Mittelalter auch nördlich der Alpen eine wichtige Heil- und Gartenpflanze. Die Landgüterverordnung Karls des Großen empfahl in ihrem 70. Kapitel um 800 den Anbau der Raute. Bis ins 19. Jahrhundert war die Weinraute fester Bestandteil von Bauerngärten.

### Weinraute als Gewürzpflanze
Die intensiv würzig-bitter schmeckenden bzw. riechenden Blätter der Weinraute waren ein Charaktergewürz der antiken griechischen und römischen Küche. Als Küchenkraut wird die Raute bei Columella beschrieben (für ein Rezept siehe den Kräuterkäse Moretum). Die Raute war im alten Rom auch Bestandteil der Würzmischung Garum bzw. Liquamen.
Die Laubblätter der Weinraute werden in der Herstellung von Grappa und ähnlichen Schnäpsen verwendet. Die Würze wird zu verschiedenen Fleischgerichten (Wild, Hammel), zu Eiern, Fisch und Streichkäse, Salat, Soße, Gebäck und Kräuterbutter empfohlen.

### Weinraute als Duftpflanze
Aufgrund ihrer starkriechenden ätherischen Öle findet die Weinraute in der Parfümindustrie Verwendung. In der Lebensmitteltechnologie erzeugt sie den Geschmackstyp „Kokosnuß“.

### Farbe
Seit dem Mittelalter wurde die Raute vor allem in klösterlichen Werkstätten bei der Farbherstellung für die Buchmalerei für farbkräftige Grüntöne verwendet. Eine Farbrezeptur findet sich etwa im Codex Forster II (Blatt 64).

### Weinraute in Medizin und Volksmedizin

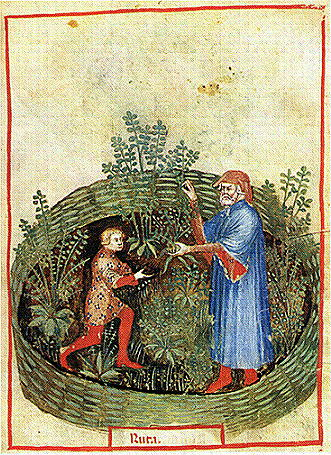
Schematisiert dargestellte Gartenraute ohne Blüten im Pariser Tacuinum sanitatis

Hippokrates beschrieb Raute als Diuretikum, stuhlerweichendes, milzreinigendes und Uterusmittel (einige Rauteninhaltsstoffe wirken uterusstimulierend). Die diuretische (harntreibende) Wirkung, die von den Hippokratikern und späteren Autoren berichtet wird, ist vereinbar mit einer angenommenen positiven Wirkung ätherischer Öle (wie sie auch im Rautenöl vorkommen) auf die Nierenfunktion.
Im 1. Jahrhundert erwähnt Dioskurides (in De materia medica) die Raute allgemein als brennend, erwärmend, „Geschwüre machend“, harntreibend, menstruationsfördernd (und damit auch als Abortivum fruchtabtreibend) und durchfallstillend. Im Speziellen kommen gemäß Dioskurides Rautenbestandteile als Heilmittel bei entzündlichen Hauterscheinungen (zum Beispiel Entzündungen und Geschwüre) sowie anderen Hautleiden (Vitiligo, Feigwarzen und Warzen, Flechten) und Hautausschlägen, Gebärmutterkrämpfen, Ödemen („Wasser unter dem Fleisch“), Gelenkschmerzen, Kopfschmerzen, Ohrenschmerzen, Augenschmerzen und unzureichender Sehschärfe, Brustschmerz, Atemnot und Husten, periodischen Frostschauern, Hodenentzündung und Nasenbluten, bei geblähtem Magen, Uterus und Mastdarm sowie als (Band-)Wurmmittel, gegen Schlangenbisse und andere Vergiftungen sowie prophylaktisch gegen tödliche Gifte in Betracht.
Im Mittelalter wurde die Raute als Heilpflanze sowohl in der wissenschaftlichen als auch populärwissenschaftlichen Literatur häufig erwähnt, so in Pseudo-Apuleius-Ausgaben, im Lorscher Arzneibuch und in den Salernitanischen Werken Antidotarium Nicolai, Liber iste und Circa instans sowie in den auch für medizinische Laien formulierten Gesundheitsregeln wie Regimen sanitatis und Tacuinum sanitatis und in Kräuterbüchern des 14. und 15. Jahrhunderts. Sie wurde bei einer Vielzahl von Erkrankungen eingesetzt, etwa bei Augenleiden, vor allem zur Stärkung der Sehschärfe, ebenso bei Ohrenschmerzen, bei Wurmbefall sowie (als Bestandteil der im Antidotarium Nicolai Trionfilon genannten Rezeptur) viertägigem Fieber. Sie stand außerdem in dem Ruf, ein wirksames Gegenmittel gegen Gift zu sein und sollte sogar das gefahrlose Töten eines Basilisken ermöglichen.
Bei Paracelsus ist sie Antikonvulsivum, Abortivum, Emmenagogum, Magenmittel, Anthelminthikum und Prophylaxe gegen Infektionskrankheiten und Schlangenbisse, wirkt äußerlich bei Gelenkschmerz, Augenflecken, Kopf- und Ohrenweh, Ausschlag und Ozaena. Indikationen bei Lonicerus sind Magenweh, Aufstoßen und Flatulenz, Asthma, Husten, Lungenabszess, Hüft- und Gliederweh oder -zittern, Hydrops, Augenschwäche, Schwindel, Fallsucht, schwere Geburten, äußerlich bei Flechten, Ohrenweh, Warzen, Grind, Zahnfleischfäule, als Abmagerungsmittel und Anaphrodisiakum, bei Matthiolus besonders Fallsucht, zur Stärkung der Augen, als Wurmmittel, Anaphrodisiakum, Diuretikum, Emmenagogum, zur Beschleunigung der Geburt und äußerlich bei Hautleiden („fließender Grind des Haupts“).
Rautenöl, das aber auch ein durch Pressung gewonnenes fettes Öl bezeichnet haben könnte, wurde Ende des 15. Jahrhunderts erwähnt. Im 16. Jahrhundert destillierte Conrad Gessner erstmals nachweislich das ätherische Öl der Raute. Es wurde Bestandteil der Arzneitaxen (Berlin 1574; Frankfurt 1582).
Zur Zeit der großen Pestepidemien war die Raute in dem berühmten Essig der vier Räuber enthalten, mit dem sich vier französische Diebe eingerieben hatten, bevor sie in Toulouse die Häuser von Pestkranken ausraubten, ohne sich anzustecken. Dieser Essig enthielt auch Salbei, Thymian, Lavendel, Rosmarin und Knoblauch.
Nach von Haller ist Ruta eine „Haupt- und Nerven-stärkende, Harn- und Gift-treibende“ Arznei, besonders für „Mutterzustände“, äußerlich bei Ohnmacht und für zerteilende Umschläge. Täglicher Genuss eines mit Rautenblättern belegten Brotes solle vor Pest und ansteckender Krankheit schützen. Hecker nennt Uterusaffektionen, hysterische Beschwerden, Krämpfe, Epilepsie, Kopfweh, Windkoliken, Schwindel, Ohnmacht, Amenorrhoe, Typhus, Lähmungen, Augenschwäche. Er empfiehlt Umschläge, Dämpfe und Bäder, den Rautenessig besonders für kalte, indolente Geschwüre. Hufeland gab Raute bei sehr schmerzhafter Menstruation, Pitschaft bei nervöser Augenschwäche.
Madaus nennt noch Clarus und Kneipp, der sie besonders bei Kopfweh empfahl, und eine Abhandlung von Veleslavin zur tschechischen Volksmedizin. Bohn beschreibe sie als Muskel- und Rheumamittel, bei nervlichen Uterus-, Harn- und Augenleiden.
Die in Deutschland in den 1940er Jahren als Heilmittel bereits weitgehend vergessene Raute war bis 1954 Bestandteil des Ergänzungsbuchs zum Deutschen Arzneibuch (EB 6) und bis 1988 des Deutschen Arzneimittel-Codex 1986 (DAC 86).
Die noch im 20. Jahrhundert diskutierte Heilwirkung bei Hautleiden (Schuppenflechte, Vitiligo, atopisches Ekzem) wurde auf den phototoxischen Effekt der im ätherischen Öl gelösten Furanocumarine zurückgeführt, aus denen durch Reaktion mit der DNA eine antimitotische (photochemotherapeutische) Wirkung entsteht. Die antiödematöse Wirkung, die bei „unter dem Fleisch gebildetem Wasser“ empfohlen wurde, wird mit einem normalisierenden Effekt der in der Raute enthaltenden Flavonoide, insbesondere des Rutins bzw. des wasserlöslichen Rutosids, auf die Kapillarresistenz in Zusammenhang gebracht. Die menstruationsfördernde (emmenagoge) Eigenschaft, welche bei hohen Dosierungen das Wirkprinzip der abtreibenden (abortiven) „Nebenwirkung“ der Raute als bekanntes Gift darstellt, wurde sowohl dem ätherischen Öl als auch Cumarinen und Alkaloiden in der Pflanze zugeschrieben. Eine geringe anthelmintische Wirkung war bei Untersuchungen abhängig vom Undecanon-2-Gehalt des Rautenöls. Für krampflösende (spasmolytische) Effekte können neben dem ätherischen Rautenöl auch die Inhaltsstoffe Rutamarin und Arborinin verantwortlich gemacht werden, die als Reinsubstanzen ähnlich wirkintensiv sind wie Papaverin.
Bekannt ist die Weinraute auch wegen ihrer in den 1980er Jahren „wiederentdeckten“ abortiven Wirkung. In einigen Regionen Frankreichs trägt sie deshalb auch den Namen „herbe à la belle fille“ – Kraut der schönen Mädchen. Angeblich mussten im Botanischen Garten von Paris vor Jahrzehnten die Rautenpflanzen mit einem Gitter umgeben werden, weil junge Frauen die Bestände plünderten.
Von den Azteken wurde die von den Konquistadoren nach Mexiko gebrachte Weinraute in ihre traditionelle Heilkunde integriert und gewann als Ersatzmittel für iztauhyatl („Artemisia mexicana“, Artemisia ludoviciana Nutt.) zunehmend an Bedeutung. In der mexikanischen Volksmedizin wird die Raute vor allem bei Magen-Darm-Beschwerden und Atemwegserkrankungen verwendet, aber wohl auch als magisch wirkende Pflanze. Auch im 21. Jahrhundert ist die Raute in Süd- und Mittelamerika noch eine der populärsten Heilpflanzen.
In der heutigen Pflanzenheilkunde außerhalb der Volksheilkunde (vor allem im Mittelmeerraum und in lateinamerikanischen sowie südamerikanischen Ländern) findet die Weinraute auch aufgrund ihrer vielen Inhaltsstoffe keine Verwendung mehr. In Deutschland hatte die Kommission E des Bundesgesundheitsamtes 1989 die therapeutische Anwendung von Rautenzubereitungen abgelehnt. Die Pflanze ist phototoxisch, das heißt, sie kann (schon Dioskurides im 1. Jahrhundert bestens bekannte) Hautreizungen bei gleichzeitiger Berührung und Sonneneinstrahlung hervorrufen (vergleiche Herkulesstaude).
Die Homöopathie kennt Ruta, welche offizinell zuletzt nur noch im HAB I erschien, u. a. bei Verletzung von Bindegewebe, Rheuma mit Steifigkeit und Augenproblemen.

## Weinraute im Volksglauben
Als Universalheilmittel bzw. magische Pflanze sagte man der Weinraute nach, gegen alle Gifte, gegen Geister und Teufel (auch im Zusammenhang mit Praktiken des Exorzismus) und vor dem Bösen Blick zu schützen. Die zauberträchtige und als Apotropaikum (vor Unheil schützend) gebrauchte Raute wurde in viele Rituale und Bräuche integriert. Damit sich die Pflanze gut entwickelte und heilkräftig sei, sollte der Samen unter Flüchen und Verwünschungen ausgestreut werden; Jungpflänzchen hingegen hatte man zu stehlen.
In Italien wehrte das einfache Volk mit Rautenzweigen den bösen Blick ab. Auch tauchte man sie in Weihwasser und besprengte damit Schlafzimmer, in denen böse Geister die Liebesbeziehungen eines Ehepaares gestört hatten. Die Weinraute sollte auch die Keuschheit bewahren oder schützen.
Im Schweizer Simmental wurde Weinraute gemeinsam mit Birnbrot oder Hutzelbrot, Salz und Eichenkohlen in ein Tuch gepackt, alles in ein Loch in der Türschwelle gelegt und dieses Loch mit einem Rechenzahn verstopft. Mit dieser Abfütterung versöhnte man alle Geister und Hexen, die als Gewürm im Schwellenholz hausen mussten.
Vor allem im englischen Sprachraum steht die Pflanze Raute auch sinnbildlich für Reue und Buße. So im Werk William Shakespeares, wo das Wortspiel mit englisch rue in der Bedeutung sowohl von „Raute“ als auch von „Reue“/„bereuen“ zu finden ist. Bei Shakespeare wird die Raute auch Herb of Grace genannt. Leonardo da Vinci (in seinen Notizbüchern) und Joachim Camerarius der Jüngere (1595) erwähnen, dass die Raute dem Wiesel wunderbare Kraft verleihe, böse Kräfte bezwinge und ein Sinnbild der Tugend sei.
In Litauen ist die Weinraute nicht ursprünglich heimisch, aber so weit verbreitet, dass sie als Nationalpflanze betrachtet werden kann. Katholische Missionare bauten sie im späten Mittelalter in ihren Gärten an, nachdem die katholische Kirche sie im 9. Jahrhundert der Jungfrau Maria gewidmet hatte. Sie ist als Symbol für Jugend und Jungfräulichkeit häufiger Gegenstand litauischer Volkslieder und Erzählungen. „Den Weinrautenkranz zu verlieren“ bedeutete Schande. Mädchen schmückten sich beim Besuch der Heiligen Messe und insbesondere bei ihrer Hochzeit traditionell mit Weinrautenkränzen.
Beispiele für die christologische Symbolik der Raute als Christus-Pflanze finden sich bei Hrabanus Maurus sowie belegt bei Heinrich Marzell und (zur Symbolik in Litauen) Stith Thompson sowie Jonas Balys.
Im persischen Kulturkreis werden Rautensamen als glückbringendes Räucherwerk bei festlichen Anlässen verwendet.